# 고로니오사우루스
고로니오사우루스(Goronyosaurus)는 중생대 백악기 후기에 살았던 모사사우루스과에 속하는 해양 파충류이다. 속명의 뜻은 '고로니오 도마뱀'을 의미한다.

## 발견

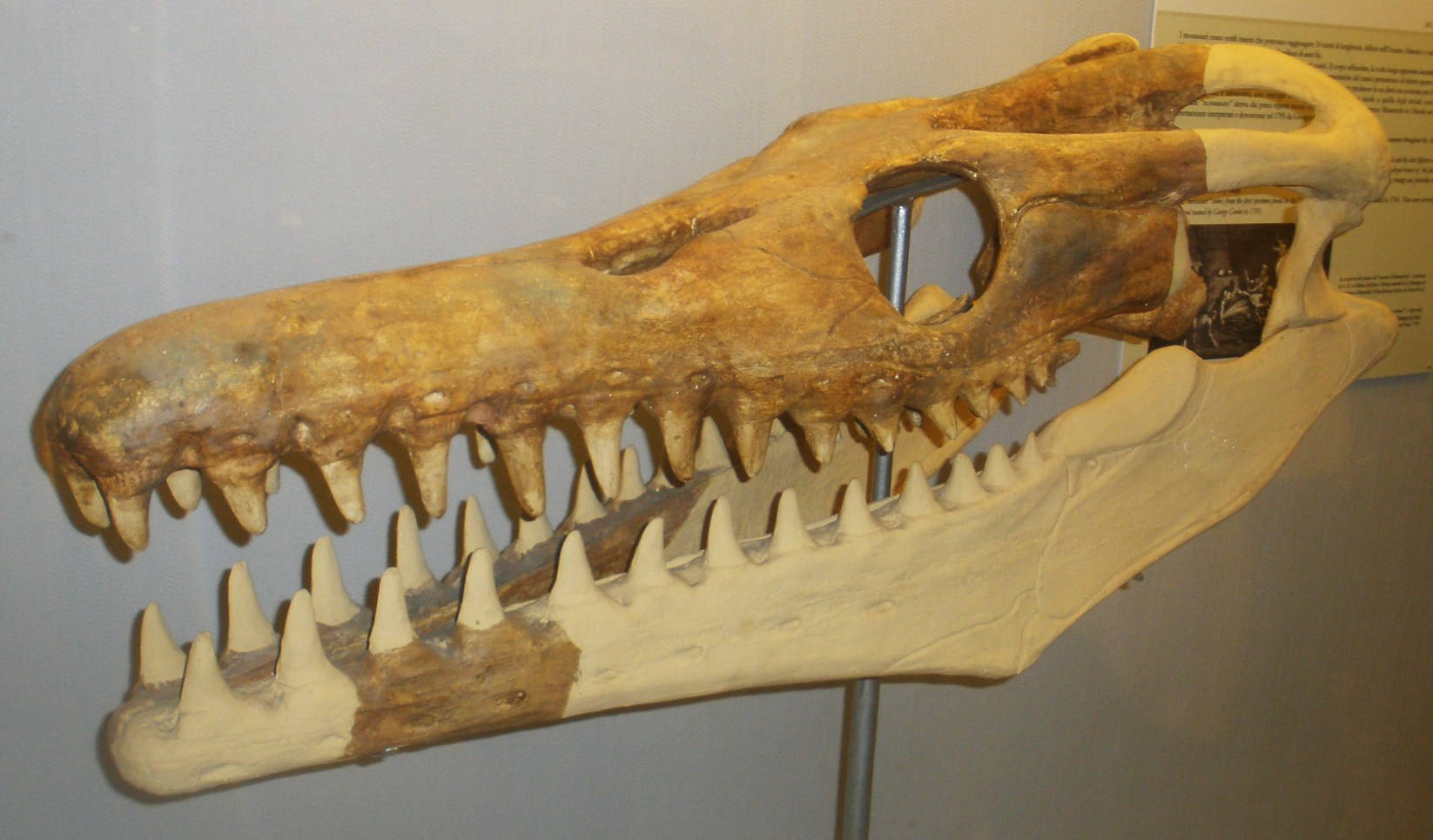
고로니오사우루스의 두개골

고로니오사우루스는 나이지리아 북서부의 '모사사우루스 셰일'이라고 불리는 두카마제 층의 한 구역에서 발견되었다. 1925년에 프란츠 폰 노프사(Franz von Nopcsa)가 화석을 기록했지만, 그 당시에는 화석이 정확히 어떤 종인지 밝혀지지 않았었고, 이후 고로니오사우루스라는 이름으로 명명되었다.

## 특징

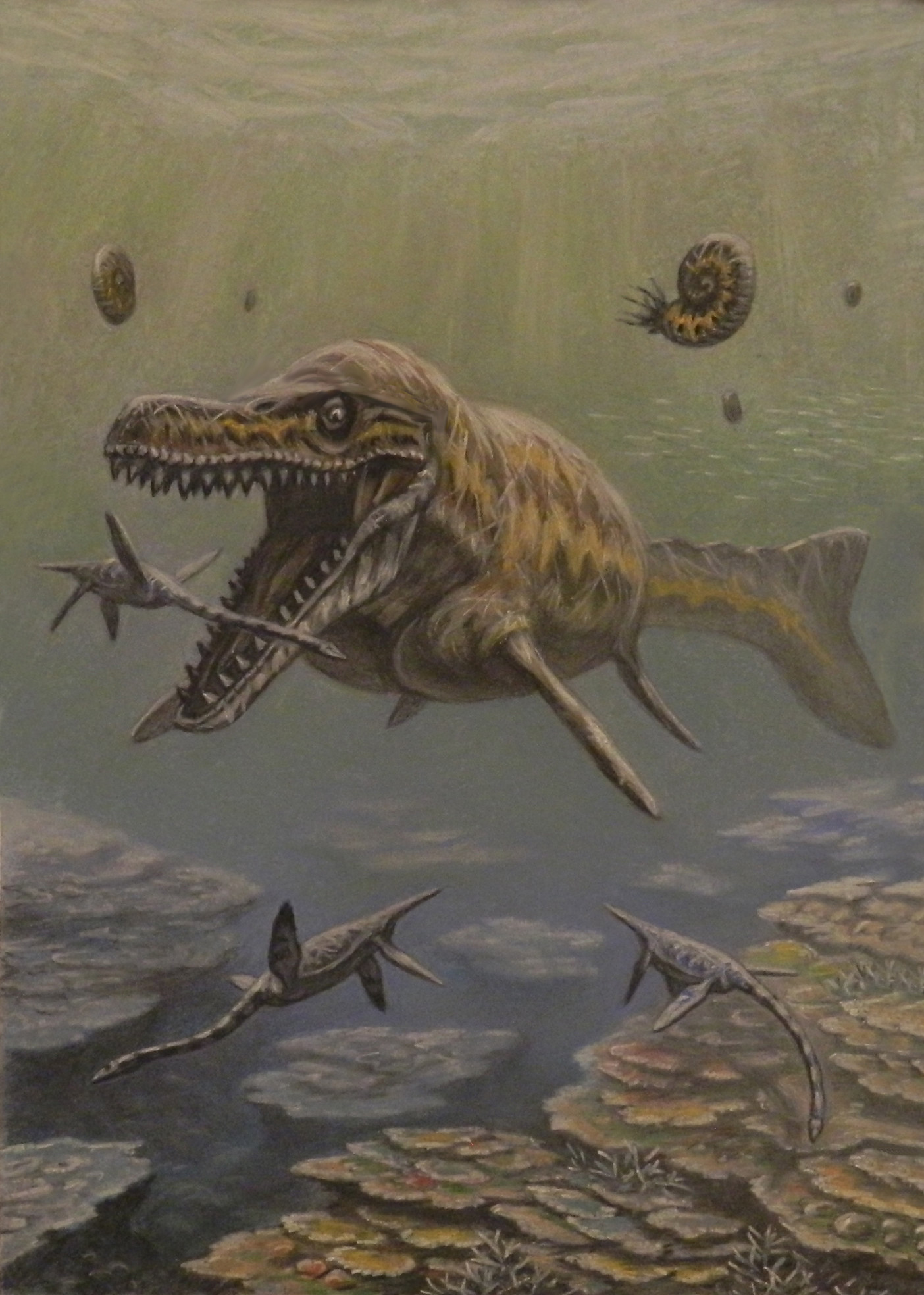
플레시오사우루스를 잡아먹으려고 하는 고로니오사우루스의 상상도. 실제 크기와는 관련이 없다.

인간과의 크기 비교

고로니오사우루스는 절단식 이빨을 가지고 있는 모사사우루스과에 속하는 이들과 달리 직선형 이빨을 갖고 있어 음식을 더 잘게 부수는 데 적합했다. 이를 통해 고로니오사우루스는 같은 모사사우루스과의 파충류들 뿐만 아니라 대형 악어 및 수장룡들과도 먹이 경쟁을 했을 것이라 추측된다.